# Univerzita v Oslu
Univerzita v Oslu (norsky Universitetet i Oslo) je nejstarší a největší univerzita v Norsku, sídlí v hlavním městě Oslu. Byla založena roku 1811 a podle posledního dánsko-norského krále Frederika VI. nesla název Královská Fredrikova univerzita. Současný název nese od roku 1939. Do roku 1946 byla jedinou norskou univerzitou. Má osm fakult.
Všichni studenti mohou na norských univerzitách studovat bez školného. V současné době to platí pro studenty z EU/EHP/Švýcarska i pro všechny ostatní mimoevropské studenty. A platí to pro všechny veřejné vysoké školy, včetně vysoce hodnocených a oblíbených institucí, jako je i Univerzita v Oslu. 
Norská vláda však zvažuje zavedení školného pro studenty ze zemí mimo EHP, kteří v Norsku studují, a to již od podzimního semestru 2023. Zatímco studenti z EU/EHP/Švýcarska by nadále studovali bez školného, všichni ostatní studenti usilující o získání titulu by pak museli platit. Na výměnné studenty by se tato povinnost nevztahovala. 